# 36-й понтонно-мостовой полк
36-й Лодзинский Краснознамённый орденов Суворова и Кутузова понтонно-мостовой полк — формирование специальных войск (инженерных) РККА и ВС СССР.
36-й понтонно-мостовой полк (36 помп) входил в состав 3-й Краснознамённой армии ГСВГ, дислоцировался в Магдебурге, ГДР. После вывода войск из ФРГ расформирован. Годовой праздник полка — 2 июля.

## История полка
26 октября 1943 года в соответствии с директивой Генерального штаба Красной армии № ОРГ/5/8564, от 13.10.1943 года, сформирована 7-я моторизованная понтонно-мостовая бригада резерва главного командования. Бригада (Полевая почта (п.п.) № 15833) сформирована на Белорусском фронте в городе Новозыбков Брянской области в составе: 
- управление бригады;
- рота управления;
- 61-й Днепровский моторизованный понтонно-мостовой батальон (п.п. 14196);
- 63-й моторизованный понтонно-мостовой батальон (п.п. 11017);
- 136-й моторизованный понтонно-мостовой батальон (п.п. 33095);
- 50-й моторизованный понтонно-мостовой батальон (с 12.11.1943 г. 138-й, п.п. 47925).

По окончании военных действий 10 мая 1945 года бригада передислоцирована из Берлина в Бад-Заров, южнее Фюрстенвальде. 
С 10 по 15 декабря 1945 года бригада передислоцирована в г. Рослау, 5 км. севернее Дессау, далее в Магдебург.
В июне 1946 года 7 помбр переформирована в 36-й понтонно-мостовой полк.
В июле 1951 года 36 помп переформирован в 53-ю понтонно-мостовую бригаду.
В июне 1954 года 53 помбр переформирована в 36-й понтонно-мостовой полк.
После переформирования бригады в 1954 году на базе штаба бригады и двух помб был сформирован 36 понтонно-мостовой Лодзинский Краснознамённый орденов Суворова и Кутузова полк. Почётное наименование и награды полка остались в 36 помп.
Два понтонно-мостовых батальона были передислоцированы в Апполенсдорф где на их базе был сформирован 27-й понтонно-мостовой полк, без почётного наименования и наград. В музее 27-го полка и аллее боевой славы так же отмечен боевой путь 7 помбр и её герои.
36-й понтонно-мостовой Лодзинский Краснознамённый орденов Суворова и Кутузова полк расформирован в 1991 году. Полк выводился из ЗГВ для расформирования в Приволжско-Уральский военный округ в полном составе. Начало вывода из ЗГВ в июне (первые эшелоны) окончание 18 августа 1991 года, последний самолёт с управлением, Боевым знаменем, документами штаба и подразделениями обеспечения и обслуживания. Боевое знамя и документы сдавались в ЦАМО (Подольск) в октябре 1991 года.

### Боевой путь полка
На Белорусском и 1-м Белорусском фронтах (21.10.1943 г. — 09.05.1945 г.) бригада участвовала в Гомельско-Речицкой, Калинковичско-Мозырьской, Бобруйской, Минской, Люблин-Брестской, Варшавско-Познанской, Восточно-Померанской и Берлинской наступательных операциях.
Бригада обеспечивала переправу войск через реки:
- Сож;
- Припять;
- Днепр;
- Друть;
- Березина;
- Свислочь;
- Неман;
- Западный Буг;
- Нарев;
- Висла;
- Пилица;
- Варта;
- Одер;
- Шпрее;
- Даме.

Каналы:
- Фридландшторм;
- Тельтов;
- Шпандауэр;
- Ландвер.

Бригада участвовала в освобождении городов Гомель, Томашов, Лодзь, Кутно, Кюстрин, Франкфурт-на-Одере, Панков и Берлин.
Бригадой пройден боевой путь 2 800 км. по маршруту: Новозыбков — Гомель — Речица — район Жлобина — Рогачёв — район Бобруйска — Минск — Столбцы — Барановичи — Слоним — Волковыск — Вельск — Вышкув — район Варшавы — Лодзь — район Познани — Кюстрин — Геритц — Берлин.
Бригадой построено деревянных мостов — 524, общей длиной 20 260 пог. м.
Восстановлено 290 мостов общей длиной 4650 пог. м.
Построено новых дорог — 117 км.
Отремонтировано дорог — 860 км.
Расчищено дорог от снега — 250 км.
Наведено переправ из подручных средств — 24, общей длиной 1400 пог. м.
Разминировано мин, фугасов и мин-сюрпризов — 580.
Отрыто траншей — 27 км.
Переправлено грузов:
- танков — 10093 ед;
- орудий — 31640 ед;
- тягачей и тракторов — 4870 ед;
- самоходных пушек — 3870 ед;
- автомашин — 141800 ед;
- подвод — 212800 ед;
- лошадей и скота — 82000 голов;
- личного состава — 393000 чел;
- боеприпасов и других грузов — 12440 т.

### Награды полка
- Орден Суворова II степени — за отличное выполнение боевых заданий командования по обеспечению прорыва обороны противника на реке Друть и переправы наших войск через реку Березина. Указ Президиума Верховного Совета СССР от 02.07.1944г.
- Орден Красного знамени — за обеспечение прорыва обороны немцев на плацдарме реки Висла и обеспечении форсирования реки Полица южнее Варшавы. Указ Президиума Верховного Совета Союза ССР от 19.02.1945 г.
- Почётное наименование «Лодзинский» присвоено за инженерное обеспечение боевых действий при овладении городом Лодзь и дальнейшее развитие наступления до реки Одер. Приказ Верховного Главнокомандующего от 19.02.1945 №027.
- Орден Кутузова II степени — за обеспечение переправы войск через реку Одер, обеспечение развития наступления на Берлин и взятие Берлина.

### Герои Советского Союза бригады
- И. А. Боченков
- М. В. Красавин
- И. В. Собянин
- А. А. Соломонов

### Командиры полка
7 помбр
- 1943 — 1943 г. — подполковник Котляров И.Л.
- 1943 — 1945 г. — генерал-майор инженерных войск Яковлев В.А.

36 помп
- 1974 — 1976 г. — полковник Хоменко А.А.
- 1978 — 1983 г. — полковник Николаев Сергей Владимирович
- 1983 — 1986 — подполковник Шуппо Иван Константинович
- 1986 — 1988 г. — полковник Багрий Валерий Павлович
- 1988 — 1991 г. — полковник Гурджи Илья Маркович